# István Pásztor (rokometaš)
István Pásztor, madžarski rokometaš, * 5. junij 1971, Cegléd.
Leta 2004 je na poletnih olimpijskih igrah v Atlanti v sestavi madžarske reprezentance osvojil 4. mesto.